# Frans Erensprijs
De Frans Erensprijs is een driejaarlijkse oeuvreprijs die afwisselend wordt toegekend voor essayistisch proza en memoires en poëzie.
De prijs is in 1985 ingesteld op initiatief van de Gouverneur van Limburg ter gelegenheid van de 50e sterfdag van Frans Erens (1857-1935). De prijs wordt sinds 1986 toegekend door de Frans Erens-stichting. De prijs is na 2001 niet meer uitgereikt.

## Gelauwerden
- 1986 - Kees Fens
- 1989 - Anton Koolhaas
- 1992 - Gerrit Komrij
- 1995 - Jacq Firmin Vogelaar
- 1998 - Harry G.M. Prick
- 2001 - Frank Koenegracht